# Zog I av Albanien
Zog I av Albanien, tidigare Ahmet Bey Zogu, född 8 oktober 1895 i Burgajet, död 9 april 1961 i Paris, var Albaniens premiärminister från 1922 till 1924, president från 1925 till 1928 och kung från 1928 till 1939. Han tillhörde det sedermera detroniserade furstehuset Zog-Mati.

## Bakgrund och tidigare yrke
Ahmet Zogu föddes med namnet Ahmet Muhtar Bey Zogolli, men ändrade sitt familjenamn till "Zogu" som betyder fågel på albanska, och tog därmed bort det turkiska suffixet olli (oğlu) som betyder "son till".
Ahmet Zogu föddes på slottet Burgajet, som tredje son till adelsmannen Xhemal Pasha Zogolli och adelsdamen Sadije Toptani. Hans familj gjorde anspråk på att härstamma från den medeltida albanske fursten Skanderbeg, ett påstående som baserades på att de ägde samma landområde som Skanderbegs familj Kastriota gjorde under medeltiden och de var släkt med andra adliga familjer men inget har kunnat knyta deras genealogiska arv till kastrioterna.
Ahmet Zogu genomgick en utbildning på universitetet Galatasaray i Istanbul.
Efter sin fars död 1911 tog han vid 16 års ålder över dennes roll som guvernör i Mati-området i Albanien. Han blev vald istället för sin äldre bror Xhelal Bey, som var för mentalt instabil att kunna sköta förvaltningen.
Ahmet Zogu stödde Österrike-Ungern under första världskriget. Han hölls häktad i Wien 1917-1918 och i Rom 1918-1919. Under den tid han tillbringade i Wien antog han en europeisk, västerländsk levnadsstil.
Han blev involverad i politiken i Albanien, efter att han återvänt till landet från Österrike. Han blev partiledare för ett reformparti och hans politiska anhängare bestod av mäktiga, feodala jordägare (bej på turkiska). Under 1920-talet innehade han posterna guvernör i Shkodra (1920-1921), inrikesminister (1920-1922) och befälhavare över den albanska armén. Hans politiska rivaler var Luigj Gurakuqi och Fan Noli.
Att vara politiker vid den tiden var att leva farligt. År 1923 blev Ahmet Zogu beskjuten och sårad i parlamentet. En kris uppstod efter mordet på Avni Rustemi som var en motståndare till Ahmet Zogu. Den övergick i ett uppror mot Zogu och hans politiska anhängare, som tvingades i exil. Han återvände till Albanien med bland annat serbisk hjälp och blev premiärminister.

## Regeringen Zogu
Ahmet Zogu blev officiellt utnämnd till Albaniens president av den albanska riksförsamlingen den 21 januari 1925, och han installerades i ämbetet den 1 februari. Zogu-regeringen följde den europeiska modellen av regeringsstruktur, men förvaltningen var alltjämt påverkad av turkisk tradition. Zogu bekände sig till islam, men hans reformer inkluderade förbud mot hijab, vilket skedde efter den påverkan som Turkiets nye ledare Kemal Attürks politik hade på Europa med sin sekulariserade statsmannaskap. Zogu-regeringens principiella allierade var Italien, som lånade ut kapital till regeringen i utbyte mot tillstånd att inneha ett större roll i landets fiskala problem och ekonomiska intressen. Livegenskapen i Albanien avskaffades successivt under hans presidenttid.

## Kung Zog I

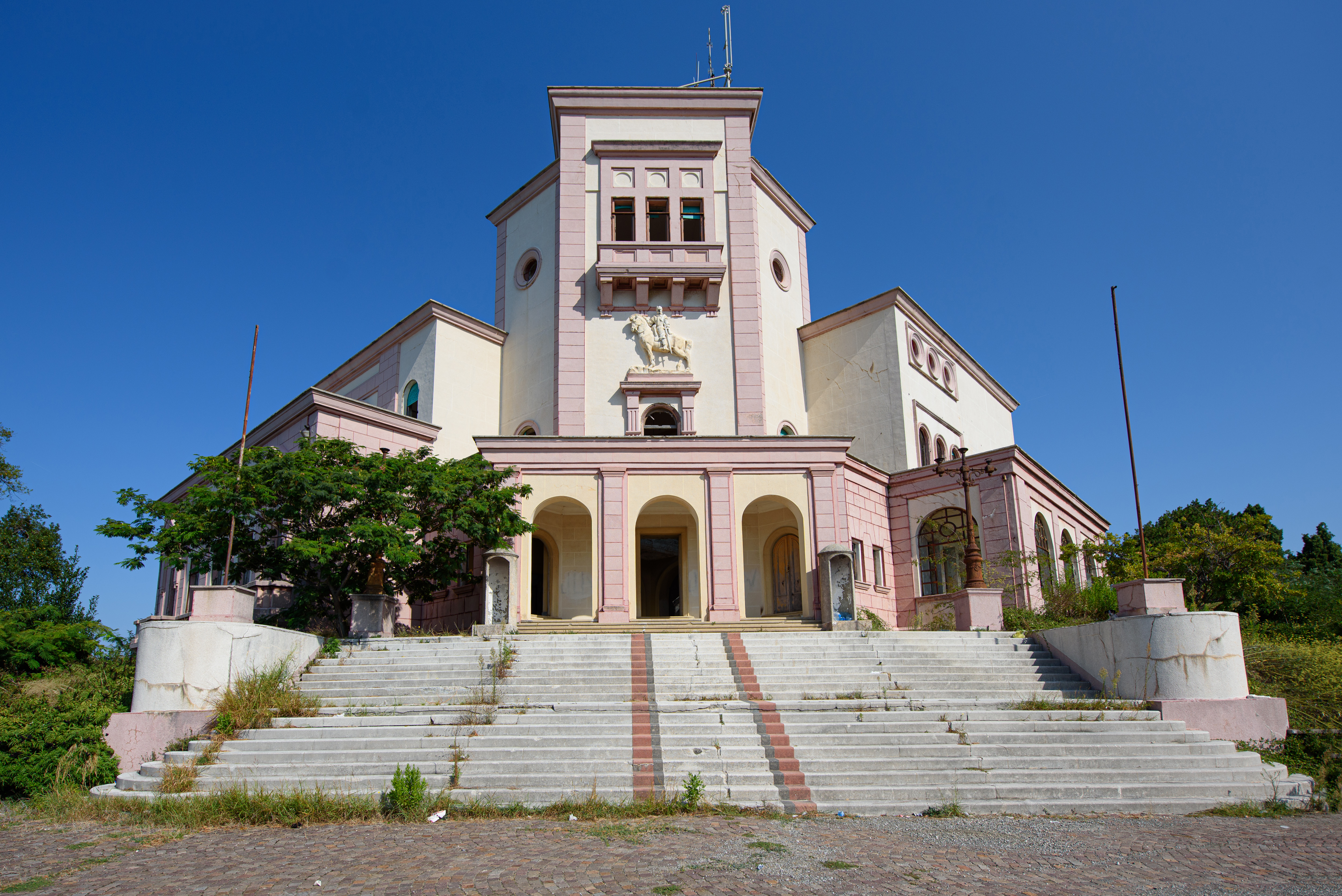
Kung Zog I:s palats i Durrës.

Den 1 september 1928 utropade Ahmet Zogu Kungariket Albanien och sig själv som konung Zog I. Albanien proklamerades som konstitutionell monarki i likhet med den samtida monarkin i Italien. Ahmet Zogu, numera kung Zog I, blev utsedd till fältmarskalk över Albaniens Kungliga Armé. Han hamstrade guldmynt och ädelstenar som användes för att stötta den nya albanska pappersvalutan. Han kallades ibland för Balkans Napoleon.
Kung Zog I:s mor Sadijé blev utsedd till drottningmoder av Albanien, och hans bror Xhelal och hans systrar, Adile Zogu, Nafije Zogu, Senije Zogu, Myzejen Zogu, Ruhije Zogu och Maxhide Zogu, fick alla titeln prins respektive prinsessa. En av hans systrar, Senijé (1908-1969), prinsessa av Albanien, gifte sig med en son till sultanen Abd ül-Hamid II av Osmanska riket. Kung Zog I:s monarkiska konstitution förbjöd medlemmar av det kungliga huset att inneha ministerposter.
Kung Zog-regimen lyckades stabilisera landet och organisera ett utbildningssystem. Kung Zog I försökte modernisera Albaniens armé, men kostnaden för detta var högt.
Kung Zog I, som föddes i en gammal albansk adlig familj, ignorerades av västeuropeiska monarkier, då han inte hade någon genealogisk anknytning till de västeuropeiska kungafamiljerna. Han åstadkom istället en tidig och stark kontakt med arabiska kungafamiljer. Som kung har han blivit ärad av regeringar i länder som Italien, Luxemburg, Egypten, Jugoslavien, Frankrike, Rumänien, Grekland, Belgien, Bulgarien, Ungern, Polen, Tjeckoslovakien och Österrike.
Kung Zog I rökte tidvis 150 makedonska cigaretter om dagen, han gillade att spela poker, samt att gå på nattklubbar och teatrar. Hans hushållskostnad motsvarade två procent av Albaniens dåvarande bruttonationalproduktion.
Kung Zog I hade tidigare inlett ett förhållande med dottern till Albaniens premiärminister Shefqet Verlaci, men bröt förlovningen. Vid denna tid var blodshämnd utbredd i Albanien och Shefqet Verlaci hade med stöd från de albanska traditionerna rätt att ta strid med honom. Kung Zog I hade av detta skäl personliga livvakter och undvek att vistas offentligt. År 1931 undkom han med nöd och näppe ett attentatsförsök när han gick ut från Operan i Wien och hans mor kontrollerade ständigt det kungliga köket för att försäkra sig om att någon inte försökte förgifta kungens mat.
Eftersom kung Zog I aldrig accepterades som jämlike av de andra kungahusen i Europa fick han inte gifta sig med en "riktig" prinsessa, som han hade hoppats. Han gifte sig istället med den 21 år yngre amerikansk-ungerska adelsdamen Geraldine Apponyi. Han hade bara sett henne på foto, men tvekade ändå inte att fria.

## Förbindelser med Italien
Den fascistiska regeringen i Italien stödde kung Zog I under hans regeringstid och kungen stödde sig på det fascistiska Italien för ekonomiskt och militärt stöd. Zogu behöll brittiska gendarmerer som motvikt mot italienarna, trots italienska regeringens förbud.
Under den stora depressionen på 1930-talet, blev Zog I:s regering helt beroende av den italienska statens bistånd (till den punkt då Albaniens riksbank hade sitt säte i Italiens huvudstad Rom). Spannmål importerades, albaner flyttade till Italien och italienare fick tillåtelse att bosätta sig i Albanien. 1932-1933 var Albanien oförmöget att betala av på skulderna till den italienska staten, som blev en förevändning för den italienska regeringens dominans i den offentliga sektorn i Albanien. Italiens regering krävde att Zog I:s regering avskedade de brittiska gendarmerna och anställde istället italienarna i gendarmeriet. De krävde också att Albanien ingick i en tullunion med Italien och att den italienska staten fick ta över sockerplantage samt telegraf- och elmonopolet i landet. Slutligen ville Italien etablera undervisning på italienska på albansk mark, vilket kung Zog vägrade. Som utmaning mot italienska statens krav delade Zog budgeten från Italien, avskedade militära och finansiella rådgivare och nationaliserade alla katolska skolor på italienska för att minska det italienska inflytandet i landet. År 1934 försökte han förgäves snabbt skapa diplomatiska förbindelser med Frankrike, Tyskland och andra Balkanstater.
Den 7 april 1939, två dagar efter att hans fru, drottningen Geraldine Apponyi födde dem sonen, kronprinsen Leka Zogu, invaderade italienska trupper Albanien. Mussolini proklamerade Albanien som protektorat med Viktor Emanuel III som kung. Kung Zog I var tvungen att fly från landet med sin familj.

## Ett liv i exil
Efter avsättningen flyttade Zogu tillfälligt till Egypten och även till andra länder. De bodde ganska länge i England, först på det kända hotellet Ritz i London, sedan till Berkshire.
1951 köpte han en bostad i New York för 102 800 amerikanska dollar, vilken han dock aldrig använde.
Zogu valde slutligen att flytta till Paris. Efter en längre tids vacklande hälsa avled han på ett sjukhus i Paris april 1961. Han blev 65 år gammal.

## Politiskt arv
Under andra världskriget försökte de rojalistiska anhängarna till exilkungen Zog I utan framgång att vinna makten i Albanien och återställa monarkin. Det var de kommunistiska soldaterna som var de starkaste motståndarna till fascismens Italien och Nazityskland och som slutligen besegrade dem den 29 november 1944.
Efter andra världskriget försökte kung Zog I återvinna tronen med hjälp av Storbritannien. Invasionen ägde rum i norra Albanien men den misslyckades på grund av att spionen Kim Philby varskodde Sovjetunionens underrättelsetjänst som saboterade operationen. Albanien fick ett kommunistiskt styre med Enver Hoxha som ledare. Kung Zog I:s son Leka Zogu försökte återinföra monarkin 1997 i en folkomröstning, men förlorade. Sonen Leka Zogu återvände från Sydafrika till Albanien där han bodde från 2002 fram till sin död 2011 i ett mycket välbevakat hus utanför huvudstaden Tirana.
En huvudgata i Tirana har fått namnet "Boulevard Zog" efter kung Zog.

### Bedrifter
Några av de åtgärder som genomfördes under Ahmet Zogu var inrättandet av en modern och välutbildad polisstyrka, en rättsordning av västeuropeiskt snitt och ett första steg mot ett nationellt utbildningssystem.

## Utmärkelser
- Kommendör med kraschan av Frans Josefsorden
- Carol I-orden
- Muhammed Ali-orden
- Frälsarens orden
- Vita örnens orden
- Annunziataorden
- Nassauska Gyllene lejonets orden
- Skanderbegorden
- Sankt Stefansorden

[Redigera Wikidata]